# Medien (Land)
Das Land Medien (persisch ماد, DMG Mād, altpersisch Māda, babylonisch Umman-Mand, altgriechisch Μηδία) lag im Nordwesten des heutigen Staats Iran. Die Bewohner, von denen das Land seinen Namen hat, wurden als Meder (Mad-ai, Mād-y, Mand-a, Μῆδοι) bezeichnet.

## Geografie

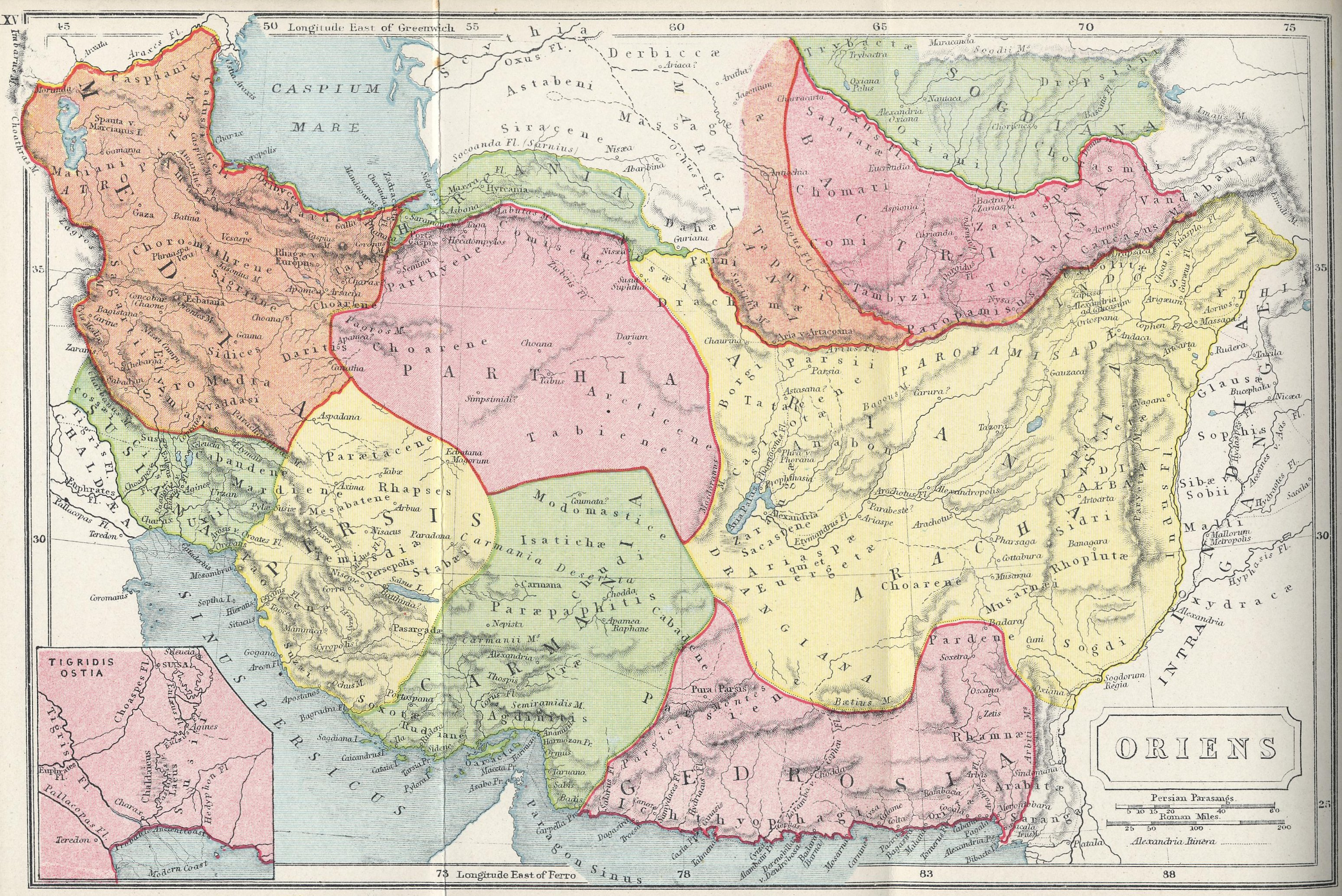
Karte Irans im Altertum. Links oben in oranger Farbe das Land Medien, einschließlich der späteren Atropatene

Medien umfasst im Nordwesten Irans das Gebiet zwischen Zagros-Gebirge und den Gebirgen am Südrand des Kaspischen Meeres und der großen Salzwüste. Ostwärts erstreckte es sich bis über Rey hinaus und nach Süden bis in die Gegend von Isfahan. In Medien gab es bedeutende Goldvorkommen, die schon früh ausgebeutet wurden. Herodot zufolge musste Medien dem Großkönig jährlich einen Tribut von 450 Talenten Silber, Tierhäuten, Bekleidung, Edelsteinen, Gefäßen und Waffen zahlen. Berühmt und begehrt waren die „nisäischen Pferde“ aus der von Herodot Hippobotus („Rossweide“) genannten Gegend, die in Zentralasien später als „himmlische Pferde“ bezeichnet wurden.  Hauptstadt Mediens war Ekbatana, das heutige Hamadan.